# Stanislav Seman
Stanislav Seman (Košice, 8 agosto 1952) è un ex calciatore cecoslovacco, di ruolo portiere.